# صموئيل دي لانج
صموئيل دي لانج (بالهولندية: Samuel de Lange jr.)‏ هو أستاذ جامعي وعازف بيانو وملحن هولندي، ولد في 22 فبراير 1840 في روتردام في هولندا، وتوفي في 7 يوليو 1911 في شتوتغارت في ألمانيا.

## وصلات خارجية
- صموئيل دي لانج على موقع ميوزك برينز (الإنجليزية)
- صموئيل دي لانج على موقع ديسكوغز (الإنجليزية)